# Pandharkaoda
Pandharkaoda es una ciudad y  municipio situada en el distrito de Yavatmal en el estado de Maharashtra (India). Su población es de 31094 habitantes (2011). Se encuentra a  66 km de Yavatmal y a 154 km de Nagpur.

## Demografía
Según el censo de 2011 la población de Pandharkaoda era de 31094 habitantes, de los cuales 15681 eran hombres y 15413 eran mujeres. Pandharkaoda tiene una tasa media de alfabetización del 89,98%, superior a la media estatal del 82,34%: la alfabetización masculina es del 94,09%, y la alfabetización femenina del 85,59%.